# Cânone Muratori

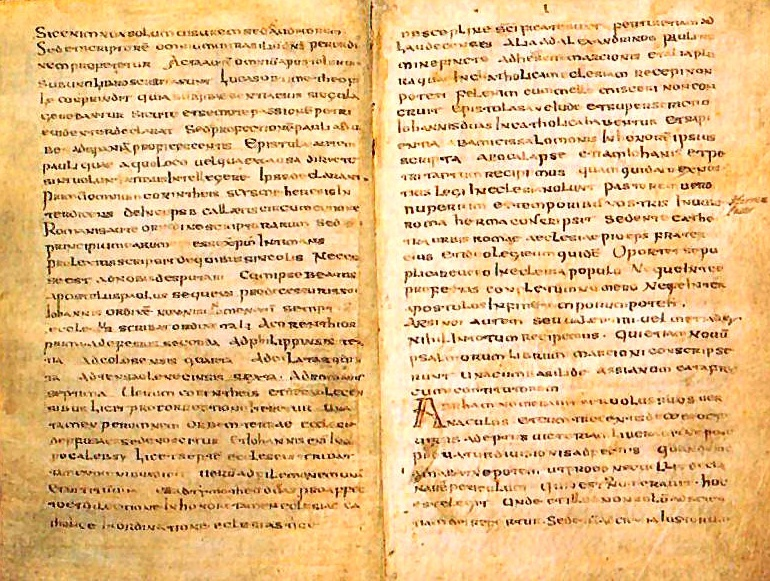
Fragmento muratoriano preservado em Milão, Biblioteca Ambrosiana, Cod. J 101 sup.

O Cânone Muratori, também conhecido por fragmento muratoriano ou fragmento de Muratori, é uma cópia da lista mais antiga que se conhece dos livros do Novo Testamento. Foi descoberta na Biblioteca Ambrosiana de Milão por Ludovico Antonio Muratori (1672 – 1750) e publicada em 1740. Na lista figuram os nomes dos livros que o autor desconhecido da lista considerava admissíveis, com alguns comentários. A lista está escrita em latim e encontra-se incompleta, daí ser chamada de fragmento.
Apesar de ser consensual datar o manuscrito como sendo do século VII, ele é cópia de um texto mais antigo, tentativamente datado como tendo sido escrito por volta do ano 170, já que nele é referido o Pastor de Hermas e como recente o bispado de Pio I, morto em 157.
Os livros canónicos mencionados na lista são aproximadamente os mesmos que se consideram hoje como canónicos neo-testamentários, com algumas variações. O Cânone de Muraori aceita quatro evangelhos, dos quais dois são o Evangelho de Lucas e o Evangelho de João, não se conhecendo os outros dois, pois falta o princípio do manuscrito, onde estariam os nomes dos dois primeiros. A lista segue com os Actos dos Apóstolos e com 13 epístolas de Paulo de Tarso (não menciona a Epístola aos Hebreus). Considera falsificações as epístolas supostamente escritas por Paulo aos laodicenses e a escrita aos alexandrinos. Nele só se mencionam duas epístolas de João, sem as descrever. Figura também no fragmento como canónico o Apocalipse de Pedro, ainda que com certas reservas ("o qual alguns dos nossos não permitem que seja lido na igreja").

## Comparação
| Livros               | Cânon Muratoriano | Cânon atual             |
| -------------------- | ----------------- | ----------------------- |
| Evangelho de Mateus  | Provavelmente     | Sim                     |
| Evangelho de Marcos  | Provavelmente     | Sim                     |
| Evangelho de Lucas   | Sim               | Sim                     |
| Evangelho de João    | Sim               | Sim                     |
| Atos dos Apóstolos   | Sim               | Sim                     |
| Romanos              | Sim               | Sim                     |
| 1 Coríntios          | Sim               | Sim                     |
| 2 Coríntios          | Sim               | Sim                     |
| Gálatas              | Sim               | Sim                     |
| Efésios              | Sim               | Sim                     |
| Filipenses           | Sim               | Sim                     |
| Colossenses          | Sim               | Sim                     |
| 1 Tessalonicenses    | Sim               | Sim                     |
| 2 Tessalonicenses    | Sim               | Sim                     |
| 1 Timóteo            | Sim               | Sim                     |
| 2 Timóteo            | Sim               | Sim                     |
| Tito                 | Sim               | Sim                     |
| Filémon              | Sim               | Sim                     |
| Hebreus              | Não               | Sim [ 4 ]               |
| Tiago                | Não               | Sim [ 4 ]               |
| 1 Pedro              | Não               | Sim                     |
| 2 Pedro              | Não               | Sim                     |
| 1 João               | Provavelmente     | Sim                     |
| 2 João               | Talvez            | Sim                     |
| 3 João               | Talvez            | Sim                     |
| Judas                | Sim               | Sim [ 4 ]               |
| Apocalipse de João   | Sim               | Sim [ 4 ]               |
| Apocalipse de Pedro  | Sim [ 7 ]         | Não                     |
| Sabedoria de Salomão | Sim               | Em algumas denominações |